# Euchoeca heparata
Euchoeca heparata là một loài bướm đêm trong họ Geometridae.